# Petit Le Mans 2003
Navigation
Édition précédente Édition suivante
6e édition de l'épreuve, le Petit Le Mans a été remporté le 18 octobre 2003 par l'Audi R8 N°38 de JJ Lehto et Johnny Herbert.

## Résultats
Voici le classement officiel au terme de la course :
- Les vainqueurs de chaque catégorie sont signalés par un fond jauni.
- Pour la colonne Pneus, il faut passer le curseur au-dessus du modèle pour connaître le manufacturier de pneumatiques.

| Pos    | Cat    | n° | Equipe                                          | Pilotes                                              | Châssis                      | Pneus | Tours |
| Pos    | Cat    | n° | Equipe                                          | Pilotes                                              | Moteur                       | Pneus | Tours |
| ------ | ------ | -- | ----------------------------------------------- | ---------------------------------------------------- | ---------------------------- | ----- | ----- |
| 1      | LMP900 | 38 | ADT Champion Racing                             | JJ Lehto Johnny Herbert                              | Audi R8                      | M     | 394   |
| 1      | LMP900 | 38 | ADT Champion Racing                             | JJ Lehto Johnny Herbert                              | Audi 3.6 L Turbo V8          | M     | 394   |
| 2      | LMP900 | 10 | JML Team Panoz                                  | Olivier Beretta David Saelens Max Papis              | Panoz LMP01 Evo              | M     | 386   |
| 2      | LMP900 | 10 | JML Team Panoz                                  | Olivier Beretta David Saelens Max Papis              | Élan 6L8 6.0 L V8            | M     | 386   |
| 3      | LMP900 | 1  | Infineon Team Joest                             | Frank Biela Marco Werner                             | Audi R8                      | M     | 385   |
| 3      | LMP900 | 1  | Infineon Team Joest                             | Frank Biela Marco Werner                             | Audi 3.6 L Turbo V8          | M     | 385   |
| 4      | LMP900 | 11 | JML Team Panoz                                  | Scott Maxwell Gunnar Jeannette Benjamin Leuenberger  | Panoz LMP01 Evo              | M     | 379   |
| 4      | LMP900 | 11 | JML Team Panoz                                  | Scott Maxwell Gunnar Jeannette Benjamin Leuenberger  | Élan 6L8 6.0L V8             | M     | 379   |
| 5      | GTS    | 88 | Prodrive                                        | Alain Menu Peter Kox Tomáš Enge                      | Ferrari 550-GTS Maranello    | M     | 375   |
| 5      | GTS    | 88 | Prodrive                                        | Alain Menu Peter Kox Tomáš Enge                      | Ferrari 5.9 L V12            | M     | 375   |
| 6      | GTS    | 80 | Prodrive                                        | David Brabham Jan Magnussen Anthony Davidson         | Ferrari 550-GTS Maranello    | M     | 375   |
| 6      | GTS    | 80 | Prodrive                                        | David Brabham Jan Magnussen Anthony Davidson         | Ferrari 5.9 L V12            | M     | 375   |
| 7      | GTS    | 4  | Corvette Racing                                 | Oliver Gavin Kelly Collins Andy Pilgrim              | Chevrolet Corvette C5-R      | G     | 366   |
| 7      | GTS    | 4  | Corvette Racing                                 | Oliver Gavin Kelly Collins Andy Pilgrim              | Chevrolet LS7r 7.0 L V8      | G     | 366   |
| 8      | GT     | 24 | Alex Job Racing                                 | Timo Bernhard Jörg Bergmeister Romain Dumas          | Porsche 911 GT3-RS           | M     | 360   |
| 8      | GT     | 24 | Alex Job Racing                                 | Timo Bernhard Jörg Bergmeister Romain Dumas          | Porsche 3.6 L Flat-6         | M     | 360   |
| 9      | GT     | 23 | Alex Job Racing                                 | Sascha Maassen Lucas Luhr                            | Porsche 911 GT3-RS           | M     | 360   |
| 9      | GT     | 23 | Alex Job Racing                                 | Sascha Maassen Lucas Luhr                            | Porsche 3.6 L Flat-6         | M     | 360   |
| 10     | LMP900 | 12 | American Spirit Racing                          | Mike Lewis Tomy Drissi Melanie Patterson             | Riley & Scott Mk III C       | D     | 360   |
| 10     | LMP900 | 12 | American Spirit Racing                          | Mike Lewis Tomy Drissi Melanie Patterson             | Lincoln 5.0 L V8             | D     | 360   |
| 11     | GTS    | 08 | Prodrive                                        | Frédéric Dor Jan Lammers Jérôme Policand             | Ferrari 550-GTS Maranello    | M     | 357   |
| 11     | GTS    | 08 | Prodrive                                        | Frédéric Dor Jan Lammers Jérôme Policand             | Ferrari 5.9 L V12            | M     | 357   |
| 12     | LMP675 | 37 | Intersport Racing                               | Jon Field Duncan Dayton Larry Connor                 | Lola B01/60                  | G     | 357   |
| 12     | LMP675 | 37 | Intersport Racing                               | Jon Field Duncan Dayton Larry Connor                 | Judd KV675 3.4 L V8          | G     | 357   |
| 13     | GT     | 35 | Risi Competizione                               | Ralf Kelleners Anthony Lazzaro                       | Ferrari 360 Modena GT        | M     | 355   |
| 13     | GT     | 35 | Risi Competizione                               | Ralf Kelleners Anthony Lazzaro                       | Ferrari 3.6 L V8             | M     | 355   |
| 14     | GTS    | 3  | Corvette Racing                                 | Ron Fellows Johnny O'Connell Franck Fréon            | Chevrolet Corvette C5-R      | G     | 353   |
| 14     | GTS    | 3  | Corvette Racing                                 | Ron Fellows Johnny O'Connell Franck Fréon            | Chevrolet 7.0 L V8           | G     | 353   |
| 15     | GT     | 66 | The Racer's Group                               | Kevin Buckler Cort Wagner Patrick Long               | Porsche 911 GT3-RS           | M     | 352   |
| 15     | GT     | 66 | The Racer's Group                               | Kevin Buckler Cort Wagner Patrick Long               | Porsche 3.6 L Flat-6         | M     | 352   |
| 16     | GT     | 79 | J3 Racing                                       | Justin Jackson David Murray Brian Cunningham         | Porsche 911 GT3-RS           | M     | 351   |
| 16     | GT     | 79 | J3 Racing                                       | Justin Jackson David Murray Brian Cunningham         | Porsche 3.6 L Flat-6         | M     | 351   |
| 17     | GT     | 6  | Yokohama/ADVAN Prototype Technology Group (PTG) | Bill Auberlen Boris Said Hans-Joachim Stuck          | BMW M3 GTR                   | Y     | 350   |
| 17     | GT     | 6  | Yokohama/ADVAN Prototype Technology Group (PTG) | Bill Auberlen Boris Said Hans-Joachim Stuck          | BMW 3.2 L I6                 | Y     | 350   |
| 18     | GT     | 63 | ACEMCO Motorsports                              | Terry Borcheller Darren Law Shane Lewis              | Ferrari 360 Modena GT        | Y     | 350   |
| 18     | GT     | 63 | ACEMCO Motorsports                              | Terry Borcheller Darren Law Shane Lewis              | Ferrari 3.6 L V8             | Y     | 350   |
| 19     | GT     | 60 | PK Sport                                        | Robin Liddell Alex Caffi David Warnock               | Porsche 911 GT3-RS           | P     | 344   |
| 19     | GT     | 60 | PK Sport                                        | Robin Liddell Alex Caffi David Warnock               | Porsche 3.6 L Flat-6         | P     | 344   |
| 20     | GT     | 42 | Orbit Racing                                    | Randy Pobst Joe Policastro Joe Policastro Jr.        | Porsche 911 GT3-RS           | M     | 342   |
| 20     | GT     | 42 | Orbit Racing                                    | Randy Pobst Joe Policastro Joe Policastro Jr.        | Porsche 3.6 L Flat-6         | M     | 342   |
| 21     | LMP675 | 20 | Dyson Racing                                    | Chris Dyson Didier de Radigues Chad Block            | MG-Lola EX257                | M     | 320   |
| 21     | LMP675 | 20 | Dyson Racing                                    | Chris Dyson Didier de Radigues Chad Block            | MG (AER) XP20 2.0 L Turbo I4 | M     | 320   |
| 22     | LMP675 | 64 | Downing Atlanta, Inc.                           | Jim Downing Yojiro Terada Howard Katz                | WR LM2001                    | D     | 318   |
| 22     | LMP675 | 64 | Downing Atlanta, Inc.                           | Jim Downing Yojiro Terada Howard Katz                | Mazda R26B 4-rotor           | D     | 318   |
| 23 Abd | GT     | 43 | Orbit Racing                                    | Leo Hindery Peter Baron Mike Rockenfeller            | Porsche 911 GT3-RS           | M     | 313   |
| 23 Abd | GT     | 43 | Orbit Racing                                    | Leo Hindery Peter Baron Mike Rockenfeller            | Porsche 3.6 L Flat-6         | M     | 313   |
| 24     | GT     | 61 | PK Sport                                        | Vic Rice John Groom Romeo Kapudija Ron Attapatu      | Porsche 911 GT3-RS           | P     | 300   |
| 24     | GT     | 61 | PK Sport                                        | Vic Rice John Groom Romeo Kapudija Ron Attapatu      | Porsche 3.6 L Flat-6         | P     | 300   |
| 25 Abd | LMP675 | 18 | Essex Racing                                    | Andrew Davis Jason Workman Scott Bradley             | Lola B2K/40                  | P     | 286   |
| 25 Abd | LMP675 | 18 | Essex Racing                                    | Andrew Davis Jason Workman Scott Bradley             | Nissan (AER) VQL 3.0 L V6    | P     | 286   |
| 26     | GT     | 89 | Inline Cunningham Racing                        | Oswaldo Negri, Jr. Burt Frisselle                    | Porsche 911 GT3-RS           | Y     | 280   |
| 26     | GT     | 89 | Inline Cunningham Racing                        | Oswaldo Negri, Jr. Burt Frisselle                    | Porsche 3.6 L Flat-6         | Y     | 280   |
| 27 Abd | GTS    | 71 | Carsport America                                | Tom Wieckardt Jean-Philippe Belloc Éric Cayrolle     | Dodge Viper GTS-R            | P     | 239   |
| 27 Abd | GTS    | 71 | Carsport America                                | Tom Wieckardt Jean-Philippe Belloc Éric Cayrolle     | Dodge 8.0 L V10              | P     | 239   |
| 28 Abd | GT     | 68 | The Racer's Group                               | Chris Gleason Pierre Ehret Marc Bunting              | Porsche 911 GT3-RS           | M     | 217   |
| 28 Abd | GT     | 68 | The Racer's Group                               | Chris Gleason Pierre Ehret Marc Bunting              | Porsche 3.6 L Flat-6         | M     | 217   |
| 29 Abd | LMP675 | 56 | Team Bucknum Racing                             | Bryan Willman Chris McMurray Alan Rudolph            | Pilbeam (en) MP91            | D     | 194   |
| 29 Abd | LMP675 | 56 | Team Bucknum Racing                             | Bryan Willman Chris McMurray Alan Rudolph            | Willman 6 (JPX) 3.4 L V6     | D     | 194   |
| 30 Abd | GT     | 03 | Hyper Sport Competition                         | Joe Foster Brad Nyberg Rick Skelton                  | Panoz Esperante GT-LM        | P     | 186   |
| 30 Abd | GT     | 03 | Hyper Sport Competition                         | Joe Foster Brad Nyberg Rick Skelton                  | Ford (Elan) 5.0 L V8         | P     | 186   |
| 31 Abd | GT     | 52 | Seikel Motorsport                               | Tony Burgess Philip Collin Andrew Bagnall            | Porsche 911 GT3-RS           | Y     | 159   |
| 31 Abd | GT     | 52 | Seikel Motorsport                               | Tony Burgess Philip Collin Andrew Bagnall            | Porsche 3.6 L Flat-6         | Y     | 159   |
| 32 Abd | GT     | 67 | The Racer's Group                               | Tom Nastasi Jeff Zwart                               | Porsche 911 GT3-RS           | M     | 129   |
| 32 Abd | GT     | 67 | The Racer's Group                               | Tom Nastasi Jeff Zwart                               | Porsche 3.6 L Flat-6         | M     | 129   |
| 33 Abd | LMP900 | 30 | Intersport Racing                               | Clint Field Michael Durand Larry Oberto              | Riley & Scott Mk III C       | D     | 73    |
| 33 Abd | LMP900 | 30 | Intersport Racing                               | Clint Field Michael Durand Larry Oberto              | Élan 6L8 6.0 L V8            | D     | 73    |
| 34 Abd | GT     | 31 | Petersen Motorsports White Lightning Racing     | Johnny Mowlem Craig Stanton Michael Petersen         | Porsche 911 GT3-RS           | M     | 35    |
| 34 Abd | GT     | 31 | Petersen Motorsports White Lightning Racing     | Johnny Mowlem Craig Stanton Michael Petersen         | Porsche 3.6 L Flat-6         | M     | 35    |
| 35 Abd | GTS    | 0  | Team Olive Garden                               | Mimmo Schiattarella Emanuele Naspetti Joël Camathias | Ferrari 550 Maranello        | M     | 28    |
| 35 Abd | GTS    | 0  | Team Olive Garden                               | Mimmo Schiattarella Emanuele Naspetti Joël Camathias | Ferrari 6.0 L V12            | M     | 28    |
| 36 Abd | LMP675 | 16 | Dyson Racing                                    | James Weaver Andy Wallace Butch Leitzinger           | MG-Lola EX257                | M     | 6     |
| 36 Abd | LMP675 | 16 | Dyson Racing                                    | James Weaver Andy Wallace Butch Leitzinger           | MG (AER) XP20 2.0 L Turbo I4 | M     | 6     |
| DNS    | GT     | 28 | JMB Racing USA                                  | Stéphane Grégoire Stephen Earle Phillip Shearer      | Ferrari 360 Modena GT        | P     | -     |
| DNS    | GT     | 28 | JMB Racing USA                                  | Stéphane Grégoire Stephen Earle Phillip Shearer      | Ferrari 3.6 L V8             | P     | -     |

## Statistiques
- Pole Position - #1 Infineon Team Joest - 1:11.738
- Tour le plus rapide - #38 Champion Racing - 1:12.624